# Catharsius phidias
Catharsius phidias är en skalbaggsart som beskrevs av Olivier 1789. Catharsius phidias ingår i släktet Catharsius och familjen bladhorningar. Inga underarter finns listade.